# Glen Durrant
Glen Durrant (* 24. November 1970 in Middlesbrough, England) ist ein ehemaliger englischer Dartspieler. Er ist dreifacher BDO-Weltmeister (2017–2019) und Sieger der Premier League Darts 2020 der PDC.

## Karriere

### 2005 bis 2014
Durrant spielte seit dem Jahr 2005 in der BDO. Erfolge ließen allerdings lange auf sich warten. Erst im Jahr 2014 gelangen ihm erste nennenswerte Turniererfolge, wie z. B. der Gewinn der Northern Ireland Open. 2014 qualifizierte er sich das erste Mal für die Weltmeisterschaft. Durrant gewann damals sein Auftaktmatch glatt mit 3:0 gegen Mike Day, bevor er im Achtelfinale Alan Norris mit 1:4 unterlegen war.
Im selben Jahr erreichte er das Halbfinale des prestigeträchtigen World Masters.

### 2015
Seit 2015 dominiert Durrant die BDO. Gleich zu Beginn des Jahres erreichte er das Halbfinale bei der BDO-Weltmeisterschaft. Er unterlag dort knapp Martin Adams mit 5:6. Durrant fuhr darauf acht Turniersiege in dem Jahr ein, darunter auch zwei Major-Erfolge. Beim World Masters schlug er im Finale Larry Butler mit 7:3. Auch beim Zuiderduin Masters war er erfolgreich, indem er im Finale Martin Adams 5:2 bezwang. Durrant spielte dabei einen Average von über 100 Punkten.

### 2016 bis 2019: erfolgreiche Jahre in der BDO
Durrant ging als Nummer 1 der BDO und somit als großer Favorit in die BDO-Weltmeisterschaft 2016. Es wurde zudem spekuliert, ob er im Falle eines Sieges zum konkurrierenden Verband, der PDC, wechseln würde. Durrant verlor allerdings im Viertelfinale gegen den späteren Sieger Scott Waites mit 4:5 und blieb bei der BDO.
Durrant setzte seine Dominanz fort und holte 2016 zehn weitere Turniersiege. Seine beiden Major-Titel des Vorjahres konnte er verteidigen. Zudem war er einer der acht BDO-Spieler, die im Rahmen des Grand Slam of Darts 2016 von der PDC eingeladen wurden. Er erwischte eine starke Gruppe, mit dem zweimaligen PDC-Weltmeister Gary Anderson, Alan Norris und Nathan Derry. Nach starken Leistungen schaffte Durrant aber den Sprung ins Achtelfinale, wo er auf Raymond van Barneveld traf, dem er 7:10 unterlag. Nach dem Turnier erklärte Durrant, wie begeistert er von der PDC sei. Es wurde wieder spekuliert, dass er den Verband nach der WM wechseln könnte.
Durrant startete wieder als Nummer 1 und großer Favorit in die BDO-Weltmeisterschaft 2017, die er mit 7:3 im Finale gegen den Niederländer Danny Noppert gewann. Bei der BDO-Weltmeisterschaft 2018 konnte er seinen WM-Titel erfolgreich verteidigen und schlug Mark McGeeney 7:6.
Im Jahr darauf bezwang er Scott Waites im WM-Finale mit 7:3 und stellte den Rekord von Eric Bristow, drei BDO-Weltmeisterschaften nacheinander zu gewinnen, ein. Außerdem zog er mit John Lowe und Martin Adams in der Ewigen Tabelle gleich.

### 2019: Wechsel zur PDC und erste Erfolge
Als dreimaliger Weltmeister der BDO ging er 2019 zur PDC. Er holte sich am letzten Tag der Q School in Wigan eine Tour Card für zwei Jahre und wurde dadurch automatisch Spieler des führenden Verbandes.
Bereits am vierten Player Championships Turnier am 17. Februar 2019 im englischen Wigan konnte er seinen ersten Sieg verbuchen. Im Juni wurde eine Zusammenarbeit mit Target bekannt gegeben.
Bei der zweiten Runde des World Matchplays in Blackpool kam es zum Aufeinandertreffen mit dem amtierenden PDC-Weltmeister Michael van Gerwen. Durrant gewann das Spiel mit 13:11 und einem Average von 99,33 Punkten. Er schied erst im Halbfinale gegen Michael Smith aus. Durrant erreichte beim World Grand Prix 2019 das Halbfinale, wobei er unter anderem Rob Cross mit 3:2 schlug. Rund einen Monat später spielte er beim Grand Slam of Darts 2019. Nach knapper Gruppenphase schlug er Gabriel Clemens 10:09 und Michael Smith 16:12, ehe er im Halbfinale an Peter Wright mit 16:11 scheiterte.
Zum Ende des Jahres nahm Durrant an der PDC-Weltmeisterschaft 2020 teil. Nach Siegen über Damon Heta, Daryl Gurney und Chris Dobey schied er erst im Viertelfinale gegen Gerwyn Price aus. Er beendete damit sein Debüt-Jahr bei der PDC als Nummer 22 der Welt.

### Ab 2020: erster PDC-Major Titel, Formtief und Karriereende
Zu Beginn des Jahres wurde Durrant aufgrund seiner guten Debüt-Saison von der PDC zu einem der neun festen Teilnehmer für die Premier League Darts 2020 ernannt. Er dominierte über weite Strecken die Gruppenphase und ging als Gruppensieger in die Play-offs, welche auf Grund der COVID-19-Pandemie erst 251 Tage nach Turnierbeginn gespielt wurden. Im Halbfinale bezwang er Gary Anderson denkbar knapp mit 10:9 und schlug im Finale Nathan Aspinall 11:8. Er war damit der dritte Debütant nach Gary Anderson 2011 und Michael van Gerwen 2013, der die Premier League auf Anhieb gewinnen konnte. Mit diesem Sieg gewann er seinen ersten PDC-Major-Titel und ein Preisgeld in Höhe von 250.000 Pfund.
Beim World Matchplay 2020 schlug er Jeffrey de Zwaan mit einem Average von 106,9 Punkten, den amtierenden Weltmeister Peter Wright (11:8) und Vincent van der Voort mit 18:16. Erst im Halbfinale schied er gegen den Debütanten und späteren Sieger Dimitri Van den Bergh aus (15:17). Nach der Niederlage im Viertelfinale bei den World Series of Darts Finals 2020 wurde Durrant positiv auf COVID-19 getestet. Er verpasste daraufhin zwei Turniere und konnte danach nicht mehr an seine alte Form anknüpfen. Im Grand Slam verlor er alle drei Gruppenspiele und schied aus.
Bei der Weltmeisterschaft konnte er seine Leistung steigern und besiegte zunächst Diogo Portela und Danny Baggish, ehe er von Dirk van Duijvenbode in einem engen Spiel mit 3:4 geschlagen wurde. Beim Masters verlor er sein erstes Match gegen Mervyn King; und auch bei den UK Open verlor er sein Auftaktmatch gegen Danny Noppert.
Die Premier League 2021 verlief für den Titelverteidiger nicht besser, er verlor alle neun Spiele und schied punktlos als Letzter aus. Dies war in der Geschichte der Premier League ein Novum. Außerdem spielte er in keinem seiner Premier-League-Spiele einen Average, der über 90 Punkten lag.
Das World Matchplay endete für Durrant erneut früh. Bereits in Runde eins musste er sich Callan Rydz mit 6:10 geschlagen geben. Gleiches Schicksal beim World Grand Prix: in der ersten Runde traf er auf den gesetzten José de Sousa, gegen den er gerade einmal ein Leg holen konnte. Sein Average von 58,02 war dabei mit Abstand der niedrigste im gesamten Turnier und einer der niedrigsten in der Geschichte des Grand Prix.
Auch auf der Pro Tour sollte es in diesem Jahr nicht besser laufen. Nachdem er zu Beginn des Jahres noch einige Siege einfahren konnte, unter anderem mit einem Viertelfinaleinzug beim Players Championship Nummer 3, verschlechterte sich seine Form zusehends. Beim Players Championship Nummer 19 zog er noch einmal in die zweite Runde ein, daraufhin gewann Durrant jedoch auch auf der Tour kein Spiel mehr. Als Konsequenz brach er zunächst die Super Series 7 nach zwei Turnieren vorzeitig ab. Bei der Super Series 8, der Letzten des Jahres, war er zwar noch gemeldet, entschied jedoch sein erstes Spiel gegen Davy Proosten nach einem 2:4-Rückstand und 3-Dart-Average von 70,31 ebenfalls abzubrechen und auch diese Super Series nicht weiterzuspielen.
Insgesamt gewann Durrant bis zum 1. April 2022 268 Tage kein einziges Spiel auf der PDC-Tour. Beim Players Championship Nummer 9 gelang Durrant ein 6:5-Sieg über Tony Martinez. Auch sein zweites Match gegen Dimitri Van den Bergh konnte er gewinnen, es sollte jedoch sein letzter Sieg bei der PDC sein. Alle darauffolgenden Spiele verlor Durrant und nachdem er Ende November beim Tour Card Holder Qualifier für die PDC World Darts Championship 2023 in der ersten Runde ausschied, stand fest, dass er seine Tour Card zum kommenden Jahr abgeben würde. Daraufhin verkündete er auf Twitter, dass er seine Profidartskarriere zunächst ruhen lassen möchte.
Kurz darauf wurde seitens der World Seniors Darts Tour bekanntgegeben, dass Durrant an der World Seniors Darts Championship 2023 teilnehmen werde. Er traf hierbei in Runde eins auf Mark Dudbridge und verlor mit 0:3.
Im November 2024 verkündete Durrant, nicht mehr als Dartspieler aufzutreten. Er wolle stattdessen weiterhin als Kommentator sowie als Darttrainer fungieren.
Seit 2023 ist Durrant als TV-Experte für Sky Sports tätig.

## Weltmeisterschaftsresultate

### BDO
- 2014: Achtelfinale (1:4-Niederlage gegen  Alan Norris)
- 2015: Halbfinale (5:6-Niederlage gegen  Martin Adams)
- 2016: Viertelfinale (4:5-Niederlage gegen  Scott Waites)
- 2017: Sieger (7:3-Sieg gegen  Danny Noppert)
- 2018: Sieger (7:6-Sieg gegen  Mark McGeeney)
- 2019: Sieger (7:3-Sieg gegen  Scott Waites)

### PDC
- 2020: Viertelfinale (1:5-Niederlage gegen  Gerwyn Price)
- 2021: Achtelfinale (3:4-Niederlage gegen  Dirk van Duijvenbode)
- 2022: 2. Runde (0:3-Niederlage gegen  William O’Connor)

### WSDT
- 2023: 1. Runde (0:3-Niederlage gegen  Mark Dudbridge)
- 2024: 1. Runde (2:3-Niederlage gegen  Mark Dudbridge)

## Turnierergebnisse
| Turnier                                    | 2004               | 2005               | ......             | 2009                       | 2010                       | 2011                       | 2012                       | 2013                       | 2014                       | 2015                       | 2016                       | 2017                       | 2018                       | 2019                           | 2020                           | 2021                           | 2022                           | 2023              | 2024              |
| ------------------------------------------ | ------------------ | ------------------ | ------------------ | -------------------------- | -------------------------- | -------------------------- | -------------------------- | -------------------------- | -------------------------- | -------------------------- | -------------------------- | -------------------------- | -------------------------- | ------------------------------ | ------------------------------ | ------------------------------ | ------------------------------ | ----------------- | ----------------- |
| BDO-Major-Turniere                         |                    |                    |                    |                            |                            |                            |                            |                            |                            |                            |                            |                            |                            |                                |                                |                                |                                |                   |                   |
| Weltmeisterschaft                          | n/q                | n/q                | n/t                | nicht qualifiziert         | nicht qualifiziert         | nicht qualifiziert         | nicht qualifiziert         | nicht qualifiziert         | AF                         | HF                         | VF                         | S                          | S                          | S                              | n/t                            | n/a                            | Verband insolvent              | Verband insolvent | Verband insolvent |
| World Masters                              | VR                 | AF                 | n/t                | n/q                        | n/q                        | VF                         | R5                         | AF                         | HF                         | S                          | S                          | VF                         | F                          | n/t                            | n/a                            | n/a                            | Verband insolvent              | Verband insolvent | Verband insolvent |
| World Trophy                               | n/q                | n/q                | n/t                | nicht ausgetragen          | nicht ausgetragen          | nicht ausgetragen          | nicht ausgetragen          | nicht ausgetragen          | R1                         | VF                         | AF                         | VF                         | F                          | n/t                            | n/a                            | n/a                            | Verband insolvent              | Verband insolvent | Verband insolvent |
| WDF-Platin-/Major-Turniere                 |                    |                    |                    |                            |                            |                            |                            |                            |                            |                            |                            |                            |                            |                                |                                |                                |                                |                   |                   |
| WDF World Cup                              | n/a                | n/t                | n/t                | n/t                        | n/a                        | n/t                        | n/a                        | R2                         | n/a                        | R4                         | n/a                        | n/t                        | n/a                        | n/t                            | nicht ausgetragen              | nicht ausgetragen              | nicht ausgetragen              | n/t               | n/a               |
| WDF Europe Cup                             | n/t                | n/a                | n/t                | n/a                        | n/t                        | n/a                        | n/t                        | n/a                        | VF                         | n/a                        | R1                         | n/a                        | n/t                        | nicht ausgetragen              | nicht ausgetragen              | nicht ausgetragen              | n/t                            | n/a               | n/t               |
| Finder Masters                             | n/q                | n/q                | n/t                | nicht qualifiziert         | nicht qualifiziert         | nicht qualifiziert         | nicht qualifiziert         | nicht qualifiziert         | nicht qualifiziert         | S                          | S                          | GP                         | S                          | nicht ausgetragen              | nicht ausgetragen              | nicht ausgetragen              | nicht ausgetragen              | nicht ausgetragen | nicht ausgetragen |
| PDC-Ranking-Turniere                       |                    |                    |                    |                            |                            |                            |                            |                            |                            |                            |                            |                            |                            |                                |                                |                                |                                |                   |                   |
| Weltmeisterschaft                          | nicht teilgenommen | nicht teilgenommen | nicht teilgenommen | nicht teilgenommen         | nicht teilgenommen         | nicht teilgenommen         | nicht teilgenommen         | nicht teilgenommen         | nicht teilgenommen         | nicht teilgenommen         | nicht teilgenommen         | nicht teilgenommen         | nicht teilgenommen         | nicht teilgenommen             | VF                             | AF                             | R2                             | n/q               | n/t               |
| UK Open                                    | n/t                | R2                 | n/t                | R3                         | n/t                        | n/q                        | n/q                        | VR                         | nicht teilgenommen         | nicht teilgenommen         | nicht teilgenommen         | nicht teilgenommen         | nicht teilgenommen         | R3                             | R4                             | R4                             | R4                             | n/t               | n/t               |
| World Matchplay                            | nicht teilgenommen | nicht teilgenommen | nicht teilgenommen | nicht teilgenommen         | nicht teilgenommen         | nicht teilgenommen         | nicht teilgenommen         | nicht teilgenommen         | nicht teilgenommen         | nicht teilgenommen         | nicht teilgenommen         | nicht teilgenommen         | nicht teilgenommen         | HF                             | HF                             | R1                             | n/q                            | n/t               | n/t               |
| World Grand Prix                           | nicht teilgenommen | nicht teilgenommen | nicht teilgenommen | nicht teilgenommen         | nicht teilgenommen         | nicht teilgenommen         | nicht teilgenommen         | nicht teilgenommen         | nicht teilgenommen         | nicht teilgenommen         | nicht teilgenommen         | nicht teilgenommen         | nicht teilgenommen         | HF                             | R1                             | R1                             | n/q                            | n/t               | n/t               |
| European Championship                      | n/a                | n/a                | nicht teilgenommen | nicht teilgenommen         | nicht teilgenommen         | nicht teilgenommen         | nicht teilgenommen         | nicht teilgenommen         | nicht teilgenommen         | nicht teilgenommen         | nicht teilgenommen         | nicht teilgenommen         | nicht teilgenommen         | R1                             | n/t                            | n/q                            | n/q                            | n/t               | n/t               |
| Grand Slam                                 | n/a                | n/a                | nicht qualifiziert | nicht qualifiziert         | nicht qualifiziert         | nicht qualifiziert         | nicht qualifiziert         | nicht qualifiziert         | nicht qualifiziert         | nicht qualifiziert         | AF                         | VF                         | GP                         | HF                             | GP                             | n/q                            | n/q                            | n/t               | n/t               |
| Players Championship Finals                | n/a                | n/a                | n/a                | nicht teilgenommen         | nicht teilgenommen         | nicht teilgenommen         | nicht teilgenommen         | nicht teilgenommen         | nicht teilgenommen         | nicht teilgenommen         | nicht teilgenommen         | nicht teilgenommen         | nicht teilgenommen         | AF                             | R1                             | n/q                            | n/q                            | n/t               | n/t               |
| PDC-Turniere ohne Einfluss auf das Ranking |                    |                    |                    |                            |                            |                            |                            |                            |                            |                            |                            |                            |                            |                                |                                |                                |                                |                   |                   |
| The Masters                                | nicht ausgetragen  | nicht ausgetragen  | nicht ausgetragen  | nicht ausgetragen          | nicht ausgetragen          | nicht ausgetragen          | nicht ausgetragen          | nicht ausgetragen          | nicht teilgenommen         | nicht teilgenommen         | nicht teilgenommen         | nicht teilgenommen         | nicht teilgenommen         | n/q                            | n/q                            | R1                             | n/q                            | n/q               | n/t               |
| Premier League                             | n/a                | nicht eingeladen   | nicht eingeladen   | nicht eingeladen           | nicht eingeladen           | nicht eingeladen           | nicht eingeladen           | nicht eingeladen           | nicht eingeladen           | nicht eingeladen           | nicht eingeladen           | nicht eingeladen           | nicht eingeladen           | C                              | S                              | 10.                            | n/t                            | n/t               | n/t               |
| World Series Finals                        | nicht ausgetragen  | nicht ausgetragen  | nicht ausgetragen  | nicht ausgetragen          | nicht ausgetragen          | nicht ausgetragen          | nicht ausgetragen          | nicht ausgetragen          | nicht ausgetragen          | nicht teilgenommen         | nicht teilgenommen         | nicht teilgenommen         | nicht teilgenommen         | n/q                            | VF                             | n/q                            | n/t                            | n/t               | n/t               |
| WSDT-Major-Turniere (Senioren-Tour)        |                    |                    |                    |                            |                            |                            |                            |                            |                            |                            |                            |                            |                            |                                |                                |                                |                                |                   |                   |
| Weltmeisterschaft                          | nicht ausgetragen  | nicht ausgetragen  | nicht ausgetragen  | nicht ausgetragen          | nicht ausgetragen          | nicht ausgetragen          | nicht ausgetragen          | nicht ausgetragen          | nicht ausgetragen          | nicht ausgetragen          | nicht ausgetragen          | nicht ausgetragen          | nicht ausgetragen          | nicht ausgetragen              | nicht ausgetragen              | nicht ausgetragen              | n/t                            | R1                | R1                |
| Matchplay                                  | nicht ausgetragen  | nicht ausgetragen  | nicht ausgetragen  | nicht ausgetragen          | nicht ausgetragen          | nicht ausgetragen          | nicht ausgetragen          | nicht ausgetragen          | nicht ausgetragen          | nicht ausgetragen          | nicht ausgetragen          | nicht ausgetragen          | nicht ausgetragen          | nicht ausgetragen              | nicht ausgetragen              | nicht ausgetragen              | n/t                            | AF                | n/t               |
| Masters                                    | nicht ausgetragen  | nicht ausgetragen  | nicht ausgetragen  | nicht ausgetragen          | nicht ausgetragen          | nicht ausgetragen          | nicht ausgetragen          | nicht ausgetragen          | nicht ausgetragen          | nicht ausgetragen          | nicht ausgetragen          | nicht ausgetragen          | nicht ausgetragen          | nicht ausgetragen              | nicht ausgetragen              | nicht ausgetragen              | n/t                            | n/t               | R1                |
| Karrierestatistiken                        |                    |                    |                    |                            |                            |                            |                            |                            |                            |                            |                            |                            |                            |                                |                                |                                |                                |                   |                   |
| Platzierung am Jahresende                  | unbekannt          | unbekannt          | –                  | unbekannt                  | unbekannt                  | unbekannt                  | 19                         | 10                         | 7                          | 1                          | 1                          | 1                          | 2                          | 27                             | 12                             | 24                             | 55                             | ?                 | 28                |
| Verband                                    | BDO                | BDO                | –                  | British Darts Organisation | British Darts Organisation | British Darts Organisation | British Darts Organisation | British Darts Organisation | British Darts Organisation | British Darts Organisation | British Darts Organisation | British Darts Organisation | British Darts Organisation | Professional Darts Corporation | Professional Darts Corporation | Professional Darts Corporation | Professional Darts Corporation | WSDT              | WSDT              |

| Legende zu den Turnierergebnissen | Legende zu den Turnierergebnissen | Legende zu den Turnierergebnissen | Legende zu den Turnierergebnissen | Legende zu den Turnierergebnissen | Legende zu den Turnierergebnissen | Legende zu den Turnierergebnissen | Legende zu den Turnierergebnissen | Legende zu den Turnierergebnissen | Legende zu den Turnierergebnissen |
| --------------------------------- | --------------------------------- | --------------------------------- | --------------------------------- | --------------------------------- | --------------------------------- | --------------------------------- | --------------------------------- | --------------------------------- | --------------------------------- |
| n/t                               | nicht teilgenommen                | n/q                               | nicht qualifiziert                | n/a                               | nicht ausgetragen                 | #R                                | Aus in jeweiliger Runde           | GP                                | Aus in der Gruppenphase           |
| AF                                | Achtelfinalist                    | VF                                | Viertelfinalist                   | HF                                | Halbfinalist                      | F                                 | Turnierfinalist                   | S                                 | Turniersieger                     |

## Titel

### BDO
- Majors
  - BDO World Darts Championship: (3) 2017, 2018, 2019
  - BDO World Trophy: (1) 2018
  - World Masters: (2) 2015, 2016
  - Finder Darts Masters: (3) 2015, 2016, 2018
- Weitere
  - 2012: England Classic, Jersey Open
  - 2013: England Classic, Northern Ireland Open
  - 2014: Northern Ireland Open
  - 2015: Isle of Man Classic, Denmark Open, Welsh Open, England Classic, England Matchplay
  - 2016: Denmark Masters, England Open, BDO Gold Cup, England Darts Open, Swedish Open, England Masters, England Matchplay, British Classic
  - 2017: Denmark Masters, Welsh Open, Winmau Wolverhampton Classic, England Matchplay
  - 2018: Isle of Man Open, Belgium Open, England Matchplay

### PDC
- Majors
  - Premier League Darts: (1) 2020
- Pro Tour
  - Players Championships
    - Players Championships 2019: 4, 15

### Andere
- 2009: Thornaby Open, Staithes Open
- 2010: Teesside Open, Northumberland Open
- 2014: Middlebeck Open, Lazenby Open